# شهرستان پایپستون (مینه‌سوتا)
شهرستان پایپستون، مینه‌سوتا (به انگلیسی: Pipestone County, Minnesota) شهرستانی در ایالات متحده آمریکا است که در مینه‌سوتا واقع شده‌است.